# Duncan Grant (wioślarz)
Duncan Grant (ur. 7 lutego 1980 w Ashburton) – nowozelandzki wioślarz.

## Osiągnięcia
- Mistrzostwa Świata – Mediolan 2003 – dwójka podwójna wagi lekkiej – 12. miejsce[1].
- Mistrzostwa Świata – Eton 2006 – jedynka wagi lekkiej – 3. miejsce[1].
- Mistrzostwa Świata – Monachium 2007 – jedynka wagi lekkiej – 1. miejsce[1].
- Mistrzostwa Świata – Linz 2008 – jedynka wagi lekkiej – 1. miejsce[1].
- Mistrzostwa Świata – Poznań 2009 – jedynka wagi lekkiej – 1. miejsce[1].